# Sjaak Köhler
Jakob Frederik (Sjaak) Köhler (Amsterdam, 2 oktober 1902 – aldaar, 19 juni 1970) is een voormalig topzwemmer en waterpoloër, die Nederland tweemaal vertegenwoordigde bij de Olympische Spelen: 'Parijs 1924' en 'Amsterdam 1928'.
In de Franse hoofdstad, in het 50-meterbassin van het zwemstadion Georges Valery van Parijs, maakte Köhler deel uit van de estafetteploeg, die op de 4x200 meter vrije slag in de eerste halve finale werd uitgeschakeld. Zijn toenmalige teamgenoten in Parijs waren Gé Dekker, Otto Hoogesteijn en Frits Schutte. Op zijn enige individuele start, de 400 meter vrije slag, strandde hij eveneens in de voorronden (derde serie) bij zijn eerste olympische optreden.
Köhler maakte in Parijs eveneens deel uit van de Nederlandse waterpoloploeg, die uiteindelijk genoegen moest nemen met de vijfde plaats. Vier jaar later, toen zijn geboorteplaats Amsterdam gastheer was van de Olympische Spelen, was hij opnieuw lid van de waterpoloselectie, die toen in de tweede ronde werd uitgeschakeld. Zijn neef Koos Köhler maakte eveneens deel uit van dat team.
Jan den Boer · 
Willy Bohlander · 
Gé Bohlander · 
Willem Bokhoven · 
Sjaak Köhler · 
Han van Senus · 
Karel Struijs
Koos Köhler · 
Sjaak Köhler · 
Cornelis Leenheer · 
Abraham van Olst · 
Jan Scholte · 
Han van Senus · 
Jean van Silfhout
Gé Dekker · 
Otto Hoogesteijn · 
Sjaak Köhler · 
Frits Schutte